# Prokuratura i Prawo
Prokuratura i Prawo – miesięcznik wydawany przez Prokuraturę Krajową, od stycznia 2004 bezpłatnie w formie elektronicznej. Do roku 1994 wydawany był pod tytułem Problemy Praworządności.
Czasopismo publikuje artykuły związane prawem, szczególnie prawem karnym, aktualności, glosy, recenzje opracowań naukowych oraz materiały edukacyjne.
Swoje artykuły publikują lub publikowali tu m.in. Brunon Hołyst, Wojciech Radecki, Ryszard Stefański, Wiesław Kozielewicz i Zbigniew Ziobro. Pismo nie ma współczynnika wpływu Impact Factor (IF) i znajduje się w części „B” wykazu czasopism punktowanych Ministerstwa Nauki i Szkolnictwa Wyższego (5 punktów za publikację).